# Rumänska
Rumänska (limba română ['limba ro'mɨnə]) eller dako-rumänska, är ett romanskt språk som talas av omkring 24 miljoner människor, främst i Rumänien och Moldavien. Det talas dessutom av minoriteter i ukrainska Bukovina och på Balkan, bland annat istrorumänska i Kroatien. Rumänska är officiellt språk i Rumänien och i provinsen Vojvodina i norra Serbien. Den officiella formen av moldaviskan, Moldaviens officiella språk, är i skrift identisk med rumänskan, med undantag för en mindre stavningsregel. Rumänska är dessutom ett officiellt språk i Europeiska unionen och i Latinska unionen. 
Rumänsktalande finns på grund av emigration också i många andra länder, särskilt i Italien, Spanien, Portugal, USA, Kanada, Frankrike och Tyskland. Det är svårt att uppskatta antalet.

## Historia
Det rumänska området var under antiken bebott av dakerna, ett indoeuropeiskt folk. De besegrades av Romerska riket år 106 och en del av Dakien (nuvarande Oltenia, Banatet och Transsylvanien) blev en romersk provins. Det har påvisats att det förekom en omfattande romersk kolonisering av området under de följande 165 åren, och regionen var i nära förbindelse med resten av imperiet. Latin blev administrations- och handelsspråk. 
Mellan 271 och 275 drogs den romerska administrationen och militären tillbaka från området under trycket från de fria dakerna och goterna och kvar var den blandade dako-romanska befolkningen, förfäder till dagens rumäner.
På grund av sin geografiska isolering har rumänskan fram till modern tid inte influerats av andra romanska språk. Det är mer konservativt än andra romanska språk i fråga om nominalböjning. Rumänska har bevarat deklination, men där latinet hade sex kasus har rumänskan tre, nominativ/ackusativ, genitiv/dativ och vokativ, och tre grammatiska genus. Rumänskans verbsystem uppvisar dock samma förändring i riktning mot sammansatta former i perfekt och futurum som de andra romanska språken. 
Alla rumänska dialekter tros ha varit förenade i ett samrumänskt språk fram till någon gång mellan 600- och 900-talet, då området kom under bysantinskt inflytande och rumänskan blev påverkad av slaviska språk. Arumänska har mycket få slaviska ord.
Språket kom senare att påverkas senare influenser från flera vitt skilda språk – förutom slaviska även finsk-ugriska språk (ungerska), turkiska och grekiska. Både glosor och böjningselement strömmade på detta sätt in i språket. Detta gör att rumänskan skiljer sig från övriga romanska språken. Grundelementen är dock mestadels oförändrade. Bland egenheterna kan nämnas att bestämd artikel i likhet med nordiska språk placeras som suffix i stället för som i andra romanska språk som framförställd artikel.
Den äldsta bevarade rumänska skriften är från 1500-talet. Det allmänna skriftspråket i området var fram till denna tid kyrkslaviska och rumänskan skulle komma att använda sig av det kyrilliska alfabetet. 

## Grammatik
Rumänska substantiv böjs efter genus (femininum, maskulinum och neutrum), numerus (singular och plural) och kasus (nominativ/ackusativ, dativ/genitiv och vokativ). Artiklarna, liksom de flesta adjektiv och pronomen, kongruerar i genus med sina huvudord. 
Rumänskan med varieteter är det enda romanska språk där bestämda artiklar är enklitiska, det vill säga fogas till slutet av substantivet (liksom i nordiska språk) istället för att ställas framför det. De bestämda artiklarna bildades, liksom i andra romanska språk, från latinets demonstrativa pronomen.
Rumänskan har fyra verbkonjugationer som i sin tur indelas i tio konjugationsmönster. Verben kan förekomma i fem finita modus (indikativ, konditionalis/optativ, imperativ, konjunktiv och presumptiv) och fem infinita verbformer (infinitiv, gerundium, supinum och particip).

## Ljudsystem
Rumänskan har sju vokaler, eller åtta om man räknar det tonlösa i:et: 
|         | främre | främre | central | bakre |
| ------- | ------ | ------ | ------- | ----- |
| tonande | tonlös |        | central | bakre |
| sluten  | i      | i̥2     | ɨ       | u     |
| mellan  | e e˘1  |        | ə       | o o˘1 |
| öppen   |        |        | a       |       |

1. Halvvokalerna /e˘ o˘/ är beståndsdelar i diftonger och triftonger.
2. I finala ställningar efter konsonanter (sällan inuti ord) kan ett kort icke stavelsebildande /i/ förekomma, vilket är IPA: /ʲ/ och uttalas som en palatalisering av den föregående konsonanten.

Dessutom kan /ø/ och /y/ förekomma i vissa ord.

### Diftonger
Fallande diftonger: ai, au, ei, eu, ii, iu, oi, ou, ui, ăi, ău, îi, îu.
Stigande diftonger: ea, eo, ia, ie, io, iu, oa, ua, uă.

### Triftonger
Mönster halvvokal-vokal-halvvokal (den huvudsakliga vokalen mellan två halvvokaler): eai, eau, iai, iau, iei, ieu, ioi, iou, oai.
Mönster halvvokal-halvvokal-vokal (två halvvokaler före huvudvokalen): eoa, ioa.

### Konsonanter
Rumänskan har 20 konsonanter.
|               | bilabial | labio- dental | alveolar | post- alveolar | palatal | velar | glottal |
| ------------- | -------- | ------------- | -------- | -------------- | ------- | ----- | ------- |
| Klusiler      | p b      |               | t d      |                |         | k g   |         |
| Affrikator    |          |               | ts       | tʃ dʒ          |         |       |         |
| Nasaler       | m        |               | n        |                |         |       |         |
| Tremulanter   |          |               | r        |                |         |       |         |
| Frikativor    |          | f v           | s z      | ʃ ʒ            |         |       | h       |
| Approximanter | w1       |               |          |                | j1      |       |         |
| Lateraler     |          |               | l        |                |         |       |         |

1. Ljuden w j är halvvokaler.[3]

### Ljudförändringar
På grund av sin isolering från andra romanska språk har rumänskan fått en annorlunda fonetisk utveckling, men den delar vissa ljudförändringar med italienskan, såsom [kl] > [kj] (latin clarus > rumänska chiar, italienska chiaro) och även med dalmatiskan, såsom [gn] > [mn] (latin cognatus > rumänska cumnat, dalmatiska comnut).
Bland de mer nämnvärda ljudförändringarna finns:
- diftongisering av e och o
latin cera > rumänska ceară (vax)
latin sole > rumänska soare (sol)
- iotacism [e] > [ie] (> [ia]) i början av ord
latin herba > rumänska iarbă (gräs, ört)
- velar [k], [g] → labial [p], [b], [m] bland annat före alveolara konsonanter:
latin octo > rumänska opt (åtta)
latin quattuor > rumänska patru (fyra)
latin lingua > rumänska limbă (tunga, språk)
latin signum > rumänska semn (tecken)
latin coxa > rumänska coapsă (lår)
- rotacism [l] → [r] mellan vokaler
latin caelum > rumänska cer (himmel)
- Alveolarerna [d] och [t] palataliseras till [dz]/[z] och [ts] före kort [e] och långt [i]
latin deus > rumänska zeu (gud)
latin tenem > rumänska ţine (håller)

## Skrift

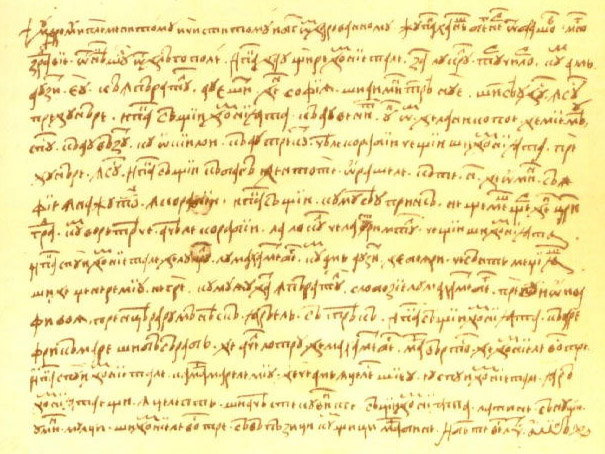
Neacșus brev är det äldsta bevarade dokumentet på rumänska.

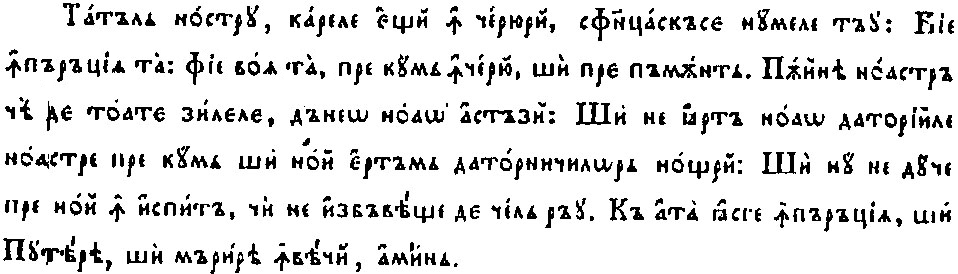
Ett exempel på rumänska, Fader vår skriven med det rumänska kyrilliska alfabetet, som fortfarande användes i början av 1800-talet.

Det första exemplet i skrift på ett romanskt språk, skilt från latin, som talades på Balkan under medeltiden, skrevs av den bysantinske krönikören Teofanes på 500-talet om en militär expedition mot avarerna 587, då en vlachisk mulförare som medföljde den bysantinska armén upptäckte att lasten föll av från ett av djuren och ropade till en kamrat "Torna, torna fratre" ("vänd tillbaka, vänd tillbaka bror!").
Den äldsta skrivna texten på rumänska är ett brev från slutet av juni 1521, där Neacșu från Câmpulung skrev till borgmästaren i Brașov om en förestående attack från turkarna. Det var skrivet med kyrilliska alfabetet, liksom de flesta tidiga rumänska skrifter. Den tidigaste rumänska skriften med latinska alfabetet var en 1500-talstext från Transsylvanien som skrevs med ungersk stavning. 
I slutet av 1700-talet uppmärksammade transsylvanska lärda rumänskans latinska ursprung och anpassade det latinska alfabetet till rumänskan. Man använde vissa regler från italienskan, som man bedömde som rumänskans närmaste släkting. Det kyrilliska alfabetet fortsatte att användas, i sjunkande grad, till 1860, då rumänskan fick sin första officiellt reglerade stavning.
I Sovjetrepubliken Moldavien användes en speciell version av kyrilliska alfabetet, som utgick från den ryska varianten, till 1989, då man återgick till det rumänska latinska alfabetet.

### Rumänskans alfabet
Rumänskans alfabetet är som följer:
| A a  | Ă ă    | Â â     | B b      | C c      | D d    | E e      | F f       | G g      | H h      | I i    | Î î     |
| ---- | ------ | ------- | -------- | -------- | ------ | -------- | --------- | -------- | -------- | ------ | ------- |
| a    | ă      | â din a | be       | ce       | de     | e        | fe / ef   | ghe / ge | ha / haş | i      | î din i |
| /a/  | /ǝ/    | /ɨ/     | /b/      | /k, tʃ/  | /d/    | /e, je/  | /f/       | /g, dʒ/  | /h/      | /i, j/ | /ɨ/     |
| J j  | K k    | L l     | M m      | N n      | O o    | P p      | Q q       | R r      | S s      | Ș ș    | T t     |
| je   | ca     | le / el | me / em  | ne / en  | o      | pe       | kü / chiu | re / er  | se/es    | șe     | te      |
| /ʒ/  | /k/    | /l/     | /m/      | /n/      | /o/    | /p/      | /k/       | /r/      | /s/      | /ʃ/    | /t/     |
| Ț ț  | U u    | V v     | W w      | X x      | Y y    | Z z      |           |          |          |        |         |
| țe   | u      | ve      | dublu ve | ics      | i grec | ze / zet |           |          |          |        |         |
| /ts/ | /u, w/ | /v/     | /v, w/   | /ks, gz/ | /j, i/ | /z/      |           |          |          |        |         |

Det rumänska alfabetet är baserat på det latinska alfabetet och med fem ytterligare bokstäver. Från början fanns 12 extra bokstäver, men några av dem avskaffades i senare reformer. Fram till början av 1900-talet användes en markör för kort vokal. 
Idag är det rumänska alfabetet till stor del fonematiskt. Bokstäverna "â" (som används inuti ord) och "î" (som används i början av ord, men också i mitten av sammansatta ord) representerar dock båda samma slutna centrala orundade vokal /ɨ/. 
Till 1904 fanns fyra bokstäver för /ɨ/-ljudet: â, ê, î och û. Vid mitten av århundradet fanns, efter flera förenklingar av stavningen, endast â och î kvar i användning. En ytterligare förenkling infördes 1953, då det beslöts att endast î skulle användas, inklusive i sådana ord som România (som blev Romînia) och limba română (som blev romînă). Av denna anledning sågs reformen som ett försök av den nya prosovjetiska regeringen att radera ut rumänernas nationella identitet. 1965 infördes undantag för România och andra besläktade ord, så att dessa även i fortsättningen kunde stavas med â. 

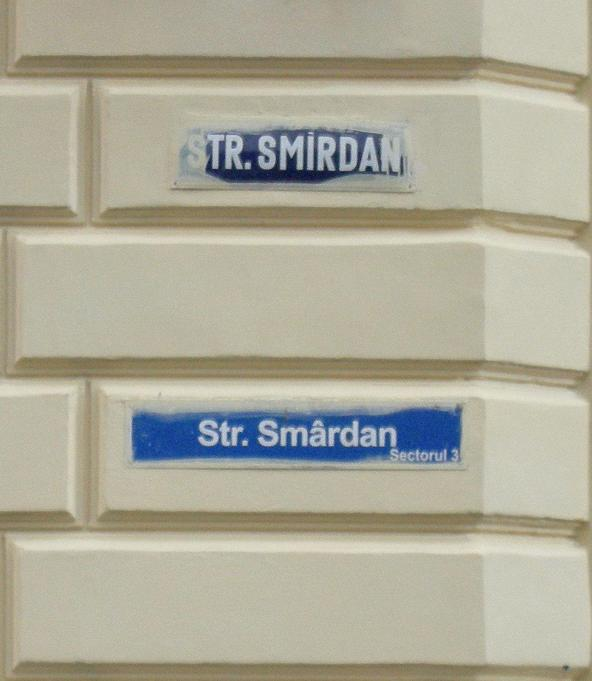
Två gatuskyltar i Bukarest visar stavningen före och efter stavningsreformen 1993.

1993 beslöt Rumänska akademin att helt återgå till stavningsreglerna från före 1953, med argumentet att 1953 års reform hade införts med tvång av kommunisterna. Enligt nuvarande praxis som godkänts av Rumänska akademin skrivs /ɨ/ antingen som î när det är den första eller sista bokstaven i ett ord, eller â när det förekommer i mitten av ett ord (undantag: î förekommer också i mitten av sammansatta ord, till exempel bineînţeles, reînvestire). Dessutom måste första person singular och tredje person plural av verbet a fi "att vara" stavas och uttalas som sunt istället för den tidigare formen sînt. Denna förändring har dock mött motstånd, särskilt i lingvistiska kretsar. Akademins regler är obligatoriska i statliga organisationer och i statliga skolor. I praktiken godtas båda varianterna och det finns bokförlag och tidningar som använder vardera regel. 
Ett annat avsteg från den fonematiska principen i stavningen är att vokaler och deras motsvarande halvvokaler inte särskiljs i stavningen. I ordböcker markeras skillnaden genom att orden uppdelas i stavelser för de ord som innehåller hiatus som kan misstas och uttalas som diftong eller triftong. 
Betonade vokaler markeras inte i skrift, förutom i några få fall där ordets betydelse skulle ändras om det betonas fel. Exempelvis betyder trei copíi ”tre barn”, medan trei cópii betyder ”tre kopior”.
Bokstäverna K, Q, W och Y ingår inte i det inhemska rumänska alfabetet och används främst i lånord, som kilogram, quasar, watt och yoga.
Eftersom tidiga teckenuppsättningar för datorer inte innehöll bokstäverna ș och ț (som står för (/ʃ/) respektive /ʦ/ och de oftast ännu inte stöds av webbläsare) är det nu vanligast att de skrivs med en cedilj (det vill säga ş och ţ) i stället för ett komma undertill. Rumänska akademin har dock förklarat att detta är inkorrekt, och användning av komma är att föredra.

## Vanliga ord och fraser
| svenska                                                    | rumänska                | fonetisk translitterering |
| ---------------------------------------------------------- | ----------------------- | ------------------------- |
| Rumän. (manlig person) Rumänska (kvinnlig person)          | "Român." "Româncă"      | ro'mɨn ro'mɨnkɘ           |
| Hej!                                                       | "Salut!" eller "Bunǎ!"  | sa'lut; 'bunə             |
| Vad heter du?                                              | "Cum te cheamă?"        | kum te 'kʲe̯amə            |
| Hur står det till? (familjärt) Hur står det till? (artigt) | "Ce faci?" "Ce faceți?" | ʧe faʧ ʧe faʧets          |
| På återseenede (artigt)                                    | "La revedere."          | La reve'dere              |
| Hej då! (familjärt)                                        | "Pa!"                   | pa                        |
| Snälla, var god (artigt) Snälla, var god (familjärt)       | "Vă rog." "Te rog"      | və rog te rog             |
| Ursäkta.                                                   | "Îmi pare rău."         | ɨmʲ 'pare 'rəʊ            |
| Tack!                                                      | "Mulțumesc!"            | mulʦu'mesk                |
| Ja.                                                        | "Da."                   | da                        |
| Nej.                                                       | "Nu."                   | nu                        |
| Jag förstår inte.                                          | "Nu înțeleg."           | nu ɨnʦe'leg               |
| Var ligger toaletten?                                      | "Unde e toaleta?"       | 'unde je twa'leta         |